# Ansambel bratov Avsenik
Ansambel bratov Avsenik je v svetovnem merilu verjetno najuspešnejša slovenska glasbena skupina. Delovala je od leta 1953 do 1990. Skupina je bila sprva trio, ki je kmalu prerasel v kvartet in 1955 v Gorenjski kvintet, ta pa se je preimenoval v Kvintet bratov Avsenik. V času delovanja so izdali okrog 120 plošč in kaset v skupni nakladi več kot 30 milijonov primerkov. Skupaj imajo okoli 670 skladb.
Ansambel je bil popularen tudi v Avstriji, Nemčiji in drugod po Evropi. Na nemškem govornem območju so ga poznali pod imenom Oberkrainer Quintett, ko pa se je na tem območju predstavilo še več drugih slovenskih narodno-zabavnih skupin, pa Original Oberkrainer. Jedro skupine sta predstavljala Slavko Avsenik, ki je pisal glasbo, ter njegov brat Vilko Ovsenik, ki je pripravljal priredbe za ansambel. Slavko je igral harmoniko, Vilko pa je bil klarinetist v prvih letih delovanja ansambla. 
V tujini so snemali za založbo Telefunken/Teldec (prva mala plošča je izšla leta 1955, velika 1957), doma pa predvsem za Jugoton (prve štiri male plošče leta 1957, velika 1959) in kasneje Helidon. Skupina je imela poleg harmonikarja in klarinetista še kitarista, trobentača in baritonista ter dva pevca. Sestava se je s časom spreminjala.
V tujini so se od leta 1962 naprej ustanavljali klubi njihovih oboževalcev, ki jih je bilo do leta 1989 skupaj že 150. Prejeli so več tujih priznanj za njihov prispevek k razvoju zabavne glasbe in za izvirnost, pa tudi 31 zlatih plošč, eno diamantno in eno platinasto.
Velja prepričanje, da so bili Avseniki začetniki novega žanra narodno-zabavne glasbe v Srednji Evropi in njihova kakovost na tem področju je nesporna. Med njihovimi največjimi uspehi so skladbe Na Golici (1955; v nemški verziji Trompetenecho), Na mostu, Tam kjer murke cveto (1957), Slovenija, od kod lepote tvoje (1974), Samo enkrat imaš petdeset let (1981). Okoli 70 besedil je ansamblu napisal Ivan Sivec.
Nadaljevalci Ansambla bratov Avsenik so skupina Gašperji (na nemškem področju Die Jungen Original Oberkrainer). V Begunjah na Gorenjskem je muzejska zbirka posvečena ansamblu. Avsenikovo tradicijo pa nadaljuje tudi vnuk Slavka Avsenika, Sašo Avsenik z Ansamblom Saša Avsenika.
2013 so na oder postavili muzikal Bila sva mlada oba, poklon ob 60-letnici Ansambla bratov Avsenik. Režija Jaša Jamnik, igralska ekipa: Gojmir Lešnjak - Gojc, Nataša Tič Ralijan, Maruša Majer, Žiga Udir in Tadej Pišek, ter narodno-zabavna skupina Gregorji in plesna skupina Artifex. Kostumografija Alan Hranitelj.
2018 so ob 65-obletnici na oder postavili gledališko predstavo Andreasa Brandstätterja Lepo je biti muzikant z glasbo bratov Avsenik. Dramatizacija, odrska priredba in režija: Alojz Stražar, prevod: Eva Kraševec, prevod: Darja Erbič, glasbeni producent: Slavko Avsenik ml., igrajo: Jernej Gašperlin, Primož Ložar, Grega Čepon, Klemen Bračko, Blaž Prašnikar, Ana Plahutnik, Natalija Cerar, Jure Sešek, Jože Vunšek, Pia Brodnik, Konrad Pižorn – Kondi.

## Delovanje
Leta 1953 se je Slavko Avsenik udeležil avdicije na Radiu Ljubljana in bil sprejet. Najprej je igral samostojno, nato pa je razširil zasedbo s kitaro in basom, na katera sta igrala Lev Ponikvar in Jože Kelbl. Tako je nastal Trio Slavka Avsenika. Slavko je želel trio še zvokovno obogatiti, zato je z bratom Vilkom v zasedbo povabil trobentarja Franca Koširja in baritonista Franca Ogrizka. Tako je nastal Gorenjski kvartet, ki je izvajal prve avtorske skladbe. Naslednje leto so začeli sodelovati s pevcema Danico Filipič in Francem Korenom. Dokončno se je sestav oblikoval leta 1955, ko je Vilka, ki je odšel na služenje vojaškega roka, na klarinetu nadomesti Zoran Komac, Ogrizka je nadomestil Mik Soss, ponovno pa se je pridružil kitarist Lev Ponikvar. Nastal je Gorenjski kvintet oziroma Ansambel bratov Avsenik. Istega leta so gostovali v oddaji Radia Celovec. Tam jih je slišal urednik bavarskega radia Fred Rauch, ki si je izposodil posnetke in jih predvajal v svoji oddaji, kjer je kvintet imenoval Oberkrainer Quintett. Ansambel je začel sodelovanje z nemško založbo Telefunken, kjer so posneli malo gramofonsko ploščo.
Leta 1956 so nastopili med slovenskimi izseljenci v Franciji. Igrali so tudi po celotni Sloveniji, Slavko pa je samostojno skupaj s tujimi glasbeniki opravil 60 nastopov na Bavarskem. V naslednjih treh letih so izdajali nove plošče tako pri Telefunklu kot pri zagrebškem Jugotonu (kjer je z njimi snemala tudi Marija Ahačič), pevski duet se je uspešno predstavil v tujini, nastopili so na razprodanem koncertu v nemškem Rosenheimu, izvedli turnejo po Zahodni Nemčiji in Švici ter nastopili tudi na zahodnonemški televiziji v Münchnu. Vilka Ovsenika je za dve leti v ansamblu zamenjal Franc Tržan.
Leta 1960 so Slavko Avsenik, Franc Košir, Franc Tržan, Mik Soss in Lev Ponikvar uradno stopili na poklicno glasbeno pot. Naslednje leto je prišlo do ponovne zamenjave v sestavu. Kot novi klarinetist se jim je pridružil Albin Rudan, pevko Danico Filiplič pa je zamenjala Ema Prodnik. Istega leta so opravili turnejo po Nizozemskem in Belgiji. Vabili so jih tudi v ZDA, Kanado in Avstralijo, vendar so ji vezale evropske pogodbe. Leta 1964 so nastopili na zimskih olimpijskih igrah v Innsbrucku in doživeli velik sprejem. Tega leta so v Hamburgu prejeli prvo zlato ploščo za milijon prodanih plošč. V naslednjih letih jih je sledilo še več. V tem času so večkrat nastopili v Nemčiji, Avstriji, Švici in tudi doma, kjer so priredili samostojni koncert za dograditev planiške skakalnice.
Leta 1970 so odšli na turnejo po ZDA in Kanadi. Naslednje leto so v hali Tivoli nastopili že na štiritisočem koncertu. Istega leta so prejeli prvo malo diamantno ploščo. Leta 1973 so v Hannovru praznovali 20-letnico delovanja. Leto pozneje so jubilejni koncert ponovili na pettisočem nastopu v hali Tivoli. Na tem koncertu se je od ansambla poslovil Franc Koren. Pridružila sta se dva nova člana, pevca altistka Jožica Svete in baritonist Alfi Nipič.
Leta 1975 je ansambel od Združenja evropskih diskografskih hiš prejel evropskega glasbenega oskarja za izvirnost, kakovost in priljubljenost. Tri leta pozneje so dobili tudi estradno nagrado Jugoslavije od Zveze delavcev estradne umetnosti Jugoslavije. Nagrado so prejeli tudi v Avstriji, in sicer leta 1979 zlato vrtnico na Dunaju za največkrat izvajano skupino na avstrijskih radijskih programih. Prejeli so še več drugih nagrad, med drugim tudi zlatega leva, zlato medaljo Radia Luxemburg leta 1981 za polko Na Golici.
Leta 1982 je pevko Emo Prodnik nadomestila Joži Kališnik. Leta 1985 so še drugič odšli na turnejo po ZDA in Kanadi. S solistično kitaro se jim je na nastopih doma večkrat priključil Gregor Avsenik, Slavkov najmlajši sin. Franc Košir je moral zaradi bolezni prenehati z igranjem in je nastopal le še kot humorist. Kot trobentar se jim je priključil Jože Balažic. Leta 1988 so ob praznovanju 35-letnice ansambla priredili 35 koncert po Sloveniji. Aprila 1989 sta se od ansambla poslovila Lev Ponikvar in Mik Soss. Nadomestila sta ju Igor Podpečan in Renato Verlič.
Vse več zdravstvenih težav je imel tudi sam Slavko Avsenik. Junija 1990 se je tako sklenila dolga pot najuspešnejšega ansambla. Slabo leto je sicer še delovala studijska zasedba, na odrih pa niso več nastopili.

## Diskografija, tujina, albumi
- Goldene Klänge Aus Oberkrain (Telefunken, 1971)
- Goldene Klänge Aus Oberkrain II ‎(Telefunken, 1973)
- Jägerlatein In Oberkrain (Telefunken, 1974)
- Jägerlatein In Oberkrain ‎(London International, 1974)
- Es Ist So Schön Ein Musikant Zu Sein ‎(dvojna, Telefunken, 1974)
- 16 Welterfolge ‎(Telefunken, 1975)
- Mit Musik Und Guter Laune ‎(dvojna, Telefunken, 1975)
- Sonntagskonzert ‎(Telefunken, 1975)
- Lustig Und Fidel ‎(Telefunken, 1978)
- He! Slavko! Spiel Uns Eins! ‎(Telefunken, 1978)
- Ein Feuerwerk Der Musik  (Koch Records, 1986)
- Wir Bleiben Gute Freunde ‎(Koch Records, 1990)
- Es Ist So Schön Ein Musikant Zu Sein ‎(Virgin, 1990)
- Polkafest In Oberkrain ‎(CD, Koch Records, 1997)
- Am Schönsten Ist's Zu Haus
- Mit Musik Und Guter Laune
- Auf Silbernen Spuren ‎(Royal Sound)
- Stelldichein In Oberkrain ‎(Telefunken)
- Daheim In Oberkrain ‎(Telefunken)
- Die 20 Besten ‎(kaseta)
- Ein Abend Mit Slavko Avsenik Und Seinen Original Oberkrainern ‎(Telefunken)
- Mit Polka Und Waltzer Durch Die Welt ‎(Telefunken)
- Im Schönen Oberkrain ‎(Telefunken, Deutscher Schallplattenclub)
- Die Oberkrainer Spielen Auf ‎(10", Telefunken)

## Zasedba
Zasedba se je v času delovanja večkrat spremenila. Leta 1960, na začetku profesionalne kariere njenih članov, so jo sestavljali: Slavko Avsenik (harmonika), Lev Ponikvar (kitara), Franc Košir (trobenta; od 1985 naprej Jože Balažic), Franc Tržan (klarinet; od 1961 naprej Albin Rudan) in Mik Soss (bariton). Pevca sta bila v tem času Franc Koren (do 1974) in Danica Filiplič (do 1961, nato do 1982 Ema Prodnik). Po letu 1974 sta v skupini pela Jožica Svete in Alfi Nipič, od 1982 pa Joži Kališnik.
|                      | 1953                                   | 1953              | 1954              | 1955                    | 1959                    | 1961                    | 1974                    | 1982                    | 1985                    | 1989           |
| Trio Slavka Avsenika | Gorenjski kvartet                      | Gorenjski kvartet | Gorenjski kvartet | Ansambel bratov Avsenik | Ansambel bratov Avsenik | Ansambel bratov Avsenik | Ansambel bratov Avsenik | Ansambel bratov Avsenik | Ansambel bratov Avsenik |                |
| -------------------- | -------------------------------------- | ----------------- | ----------------- | ----------------------- | ----------------------- | ----------------------- | ----------------------- | ----------------------- | ----------------------- | -------------- |
| harmonika            | Slavko Avsenik                         | Slavko Avsenik    | Slavko Avsenik    | Slavko Avsenik          | Slavko Avsenik          | Slavko Avsenik          | Slavko Avsenik          | Slavko Avsenik          | Slavko Avsenik          | Slavko Avsenik |
| kitara               | Lev Ponikvar / Mitja Butara            |                   |                   | Lev Ponikvar            | Lev Ponikvar            | Lev Ponikvar            | Lev Ponikvar            | Lev Ponikvar            | Lev Ponikvar            | Renato Verlič  |
| bariton              | Jože Kelbl (bas) / Borut Finžgar (bas) | Franc Ogrizek     | Franc Ogrizek     | Mik Soss                | Mik Soss                | Mik Soss                | Mik Soss                | Mik Soss                | Mik Soss                | Igor Podpečan  |
| klarinet             |                                        | Vilko Ovsenik     | Vilko Ovsenik     | Zoran Komac             | Franc Tržan             | Albin Rudan             | Albin Rudan             | Albin Rudan             | Albin Rudan             | Albin Rudan    |
| trobenta             |                                        | Franc Košir       | Franc Košir       | Franc Košir             | Franc Košir             | Franc Košir             | Franc Košir             | Franc Košir             | Jože Balažic            | Jože Balažic   |
| vokal 1              |                                        |                   | Danica Filiplič   | Danica Filiplič         | Danica Filiplič         | Ema Prodnik             | Ema Prodnik             | Joži Kališnik           | Joži Kališnik           | Joži Kališnik  |
| vokal 2              |                                        |                   | Franc Koren       | Franc Koren             | Franc Koren             | Franc Koren             | Alfi Nipič              | Alfi Nipič              | Alfi Nipič              | Alfi Nipič     |
| vokal 3              |                                        |                   |                   |                         |                         |                         | Jožica Svete            | Jožica Svete            | Jožica Svete            | Jožica Svete   |

## Največji hiti
| Leto | Skladba                         |
| ---- | ------------------------------- |
| 1955 | Na Golici                       |
| 1957 | Večer na Robleku                |
| 1957 | Tam, kjer murke cveto           |
| 1957 | Na mostu                        |
| 1970 | Na avtocesti                    |
| 1973 | Slovenija, odkod lepote tvoje   |
| 1979 | Planica, Planica                |
| 1980 | Pod cvetočimi kostanji          |
| 1980 | Samo enkrat imaš 50 let         |
| 1986 | Vse moje misli so pri tebi      |
| 1984 | Prav fletno se imamo            |
| 1962 | Pastirček                       |
|      | Prelepa Gorenjska               |
|      | Mi se 'mamo radi                |
| 1967 | Otoček sredi jezera             |
| 1974 | Lepo je biti muzikant           |
| 1973 | Prijatelji, ostanimo prijatelji |
| 1967 | Slovenski pozdravi              |

## Tedenske lestvice
| "Na Golici"                            | 2013 | 42 |
| "Na Golici"                            | 2015 | 25 |
| "—" skladbe so bile izdane kot singli. |      |    |

| "Srečno novo leto"                       | 2013 | 34 |
| "Planica, Planica"                       | 2013 | 13 |
| "Srečno novo leto"                       | 2014 | 46 |
| "Srečno novo leto"                       | 2017 | 46 |
| "—" skladbe niso bile izdane kot singli. |      |    |

| Naslov                                  | Leto | Najvišje | Najvišje | Najvišje | Tednov na lestvici |
| Naslov                                  | Leto | AVT      | NEM      | ŠVI      | Tednov na lestvici |
| --------------------------------------- | ---- | -------- | -------- | -------- | ------------------ |
| "Ein Abend mit den Oberkrainern"        | 1966 | —        | 29       | —        | 4                  |
| "Die 20 Besten"                         | 1977 | 1        | —        | —        | 16                 |
| "Die 20 Besten"                         | 1978 | —        | 3        | —        | 16                 |
| "Jeder hat sein Hobby"                  | 1979 | 21       | —        | —        | 4                  |
| "Seine grossen Erfolge-Sonderedition 1" | 2015 | 75       | —        | —        | 1                  |
| "Das Beste"                             | 2016 | 16       | 34       | 38       | 13 / 12 / 8        |
| "—" album ni bil uvrščen na lestvico.   |      |          |          |          |                    |